# Lions Clubs International
Lions Clubs International é uma organização internacional de clubes de serviço cujo objetivo é promover o entendimento entre as pessoas em uma escala internacional, atender a causas humanitárias, e promover trabalhos voltados a comunidades locais. Em 2018, contava com mais de 47 mil clubes locais em 210 países e 1,5 milhões de membros.
A organização foi fundada nos Estados Unidos em 10 de outubro de 1917 por Melvin Jones e se tornou internacional em 1920, quando foi fundado um Lions Club no Canadá. Dentre as ações realizadas pelo grupo estão a construção de hospitais, equipamentos escolares, a criação de workshops para jovens com deficiência física, prestação de ajuda em enchentes, entre outros.
Sob a égide de Lions Clubs International, são organizados os LEO Clubes: organizações de serviço voltadas à juventude, nos moldes do Leonismo. No Brasil ainda existe o Clube de Castores, que foi o primeiro Clube de Serviços Juvenil do Brasil, funcionando desde 1963 trabalhando a imagem e semelhança do Lions no apoio à comunidade com trabalhos sociais.
O Lions Clubs International foi uma das primeiras organizações não-governamentais convidadas a auxiliar na elaboração da Carta da ONU tendo desenvolvido grande importância na mesma. O Lions Clubs International trabalha com a Organização das Nações Unidas desde a sua fundação em 1945 para levar ajuda aos necessitados de todo o mundo fato que se comprova a ser a única instituição a possuir todo ano um dia exclusivo na ONU que atende aos leões de todo o mundo. Em 2007 o Lions Clubs International foi escolhido como a melhor ONG do mundo pela ONU, tendo sido também em 2016 indicado para o prêmio Nobel da Paz 2017.

## Características

### Propósitos

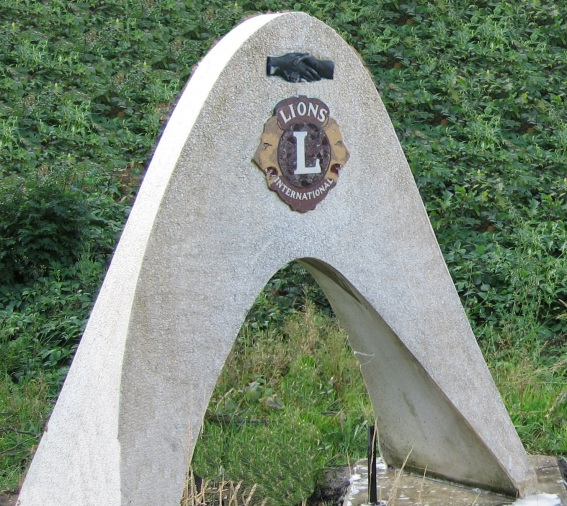
Uma ponte com um emblema Lions Clubs, um símbolo de cooperação.

Para atender sua missão, foram definidos os seguintes Propósitos do Lions:
1. ORGANIZAR, fundar e supervisionar clubes de serviços a serem chamados de Lions Clubes.
2. COORDENAR as atividades e uniformizar a administração de Lions clubes.
3. CRIAR e fomentar um espírito de compreensão entre os povos da Terra.
4. INCENTIVAR os princípios do bom governo e da boa cidadania.
5. INTERESSAR-SE ativamente, pelo bem-estar cívico, cultural, social e moral da comunidade.
6. UNIR os clubes pelos laços de amizade, bom companheirismo e compreensão mútua.
7. PROMOVER um fórum para a livre discussão de todos os assuntos de interesse público, excetuando-se, entretanto, o partidarismo político e o sectarismo religioso, que não serão debatidos pelos associados no clube.
8. INCENTIVAR as pessoas bem intencionadas a servir a suas comunidades sem benefício financeiro, estimular a eficiência e promover elevados padrões éticos no comércio, na indústria, nas profissões, nos serviços públicos e nos empreendimentos particulares.

### Fundação
A Fundação Lions Clubs International (LCIF) é o braço filantrópico de Lions Clubs International. Outorgou, de 2016 a 2017, aproximadamente US$ 45 milhões em subsídios de emergência e para grandes catástrofes. LCIF foi classificada em um estudo do jornal londrino Financial Times como sendo a melhor organização não governamental para se estabelecer parceria.

### Líderes
O Presidente Internacional cumpre um mandato de um ano (de 1 de julho a 30 de junho). Atualmente, ocupa este posto é Dr. Jung-Yul Choi - para o período de 01 de julho de 2019 a 30 de junho de 2021, tendo seu mandato sido prorrogado por mais um ano, devido à pandemia do COVID19 e encerrará em 30 de junho de 2021. Ainda, há os cargos de 1º, 2º e 3º Vice-Presidente Internacionais. Todos eles são eleitos e empossados na Convenção Internacional, que neste ano de 2020 foi cancelada devido à pandemia.

## No mundo

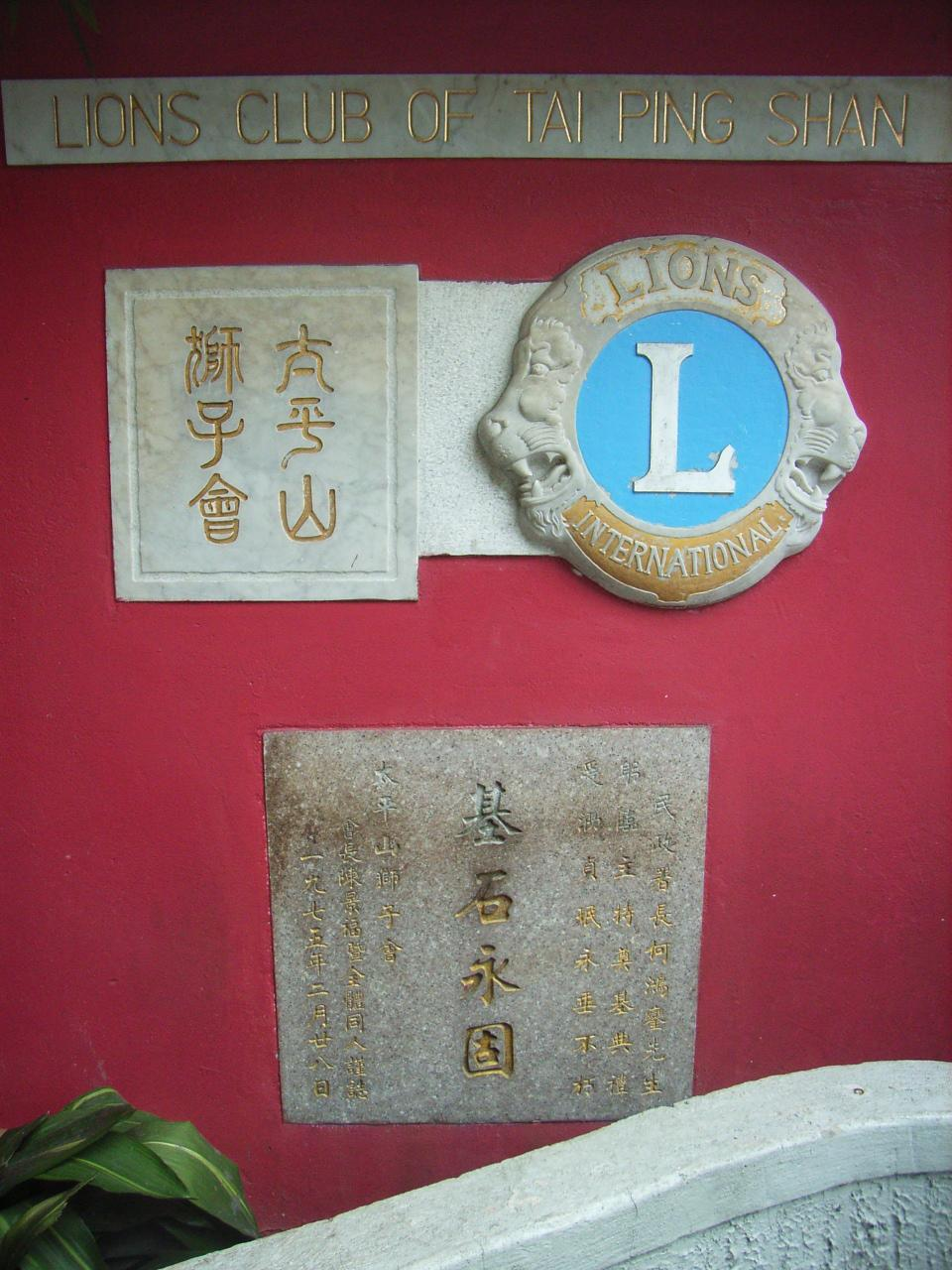
Emblema do Lions Clubs em Hong Kong.

A organização tornou-se internacional em 12 de março de 1920, quando foi fundado o primeiro Lions Clube no Canadá, em Windsor, Ontario. Ao longo dos anos, espalhou-se pelo mundo, tornando-se a maior organização de clubes de serviço do mundo.[carece de fontes?] Foi fundado em 1917 nos Estados Unidos, em 1920 no Canadá, em 1926 na China em 1927 no México, em 1927 em Cuba, em 1935 na Costa Rica, em 1947 na Austrália, em 1949 na Filipinas, em 1950 na Finlândia, em 1952 no Brasil, em 1955 em Hong Kong, em 1963 na Turquia, e em 2007 no Iraque.

### Brasil
O Lions Club no Brasil foi fundado por iniciativa de Armando Fajardo. Apesar do pioneirismo do Rotary Club no Brasil, que estava no país desde 1923, Fajardo não se sentiu inibido em seguir com seus planos de criar um outro clube de serviços no Brasil; assim sendo, Fajardo, em 16 de abril de 1952, reuniu quarenta voluntários e fundou o Lions Clube do Brasil, durante um almoço na sede do Jockey Clube do Rio de Janeiro. Apesar disto, Fajardo abdicou ser presidente do clube naquele momento, oferecendo o cargo a Arnaldo de Moraes e preferindo ser secretário.
Uma vez criado o Lions Clube do Rio de Janeiro, considerado o Mater Clube do Brasil, Armando Fajardo e seus companheiros se esforçaram em expandir o leonismo pelo país. Em 23 de junho de 1952, Fajardo auxiliou Floriano Peixoto a fundar o Lions Clube de São Paulo. Por esta e outras iniciativas, Fajardo é conhecido pelo epíteto de “Construtor do Leonismo Brasileiro”. Em  1953, pelo Lions Club, Armando Fajardo foi eleito o primeiro Governador do Distrito Leonístico do Brasil e posteriormente Conselheiro Internacional.
No Brasil os Lions Clubes estão subdivididos em quatro Distritos Múltiplos - "LA", "LB", "LC" e "LD". Cada Distritos Múltiplos por sua vez está dividido em Distritos. Abaixo dos Distritos, estão as Regiões Leonísticas e/ou Divisões Leonísticas e, finalmente, os Lions Clubes. Cada Lions Clube é uma sociedade civil sem fins econômicos, de duração indeterminada, filiada à Associação Internacional de Lions Clubes, conforme estabelecem seus estatutos. Conforme dados de LIONS Internacional, em 31 de dezembro de 2014, havia no Brasil 42 561 associados, distribuídos em 1547 Clubes. Por estes dados, o Brasil está no 7.º lugar em número de associados no Mundo.
Em sua história, já teve dois Presidentes Internacionais Brasileiros: João Fernando Sobral (1976/1977) e Augustin Soliva (1996/1997), ambos de São Paulo. No dia 4 de janeiro de 2017 o PIP (Past International Presidente) João Fernando Sobral faleceu sendo o primeiro brasileiro a ocupar o cargo mais alto da associação  Falece pouco antes do centenário do Lions.

### Portugal
Portugal é o Distrito Múltiplo 115 do Lions Internacional. Em Portugal existem dois distritos, o Distrito Centro Norte, e o Distrito Centro Sul, tendo o primeiro clube, o Lions Clube Lisboa Host, sido fundado no dia 4 de dezembro de 1953. De acordo com o Lions Portugal, o Distrito Centro Norte conta com 37 clubes e cerca de 1 109 membros, e o Distrito Centro Sul conta com 58 clubes e 1 289 membros. A Câmara Municipal de Lisboa prestou homenagem ao Lionismo, na pessoa do seu fundador, ao atribuir o nome de Melvin Jones a uma rua da freguesia de São Domingos de Benfica.